# Alburnus
Alburnus ist eine Gattung aus der Familie der Karpfenfische. Ihr Verbreitungsgebiet erstreckt sich über Europa, West- und Nordasien. Es handelt sich um Süßwasserbewohner, die in Flüssen und Seen zu Hause sind.

## Merkmale
Alburnus-Arten werden 10 bis 40 cm lang und besitzen einen langgestreckten, seitlich abgeflachten Körper. Als charakteristische Merkmale der Gattung gelten ein mehr oder weniger deutlich ausgeprägter ventraler Kiel, der sowohl beschuppt als auch schuppenlos sein kann, sowie eine leicht bis stark verlängerte Afterflosse. Hinzu kommen eine große Augenhöhle und eine Zahnformel von 2.5-5.2 oder 2.5-4.2 für die Pharyngealzähne. Außerdem ist bei Alburnus die Anzahl der Rumpf- und Schwanzwirbel gleich, bzw. der Unterschied liegt nur bei einem bis vier Wirbel, während er bei den meisten anderen Weißfischgattungen zwischen vier und sechs liegt. Die Anzahl der Prädorsalwirbel liegt bei 15 bis 17.
All diese Merkmale teilt Alburnus aber mit der Gattung Alburnoides. Das einzige Unterscheidungsmerkmal zu dieser Gattung ist die zu beiden Seiten mit kleinen schwarzen Punkten markierte, nach unten gebogene  Seitenlinie und der gerade verlaufende dunkle Streifen, der vom Hinterrand des Kiemendeckels bis zum Schwanzstiel verläuft, bei Alburnoides.

## Arten

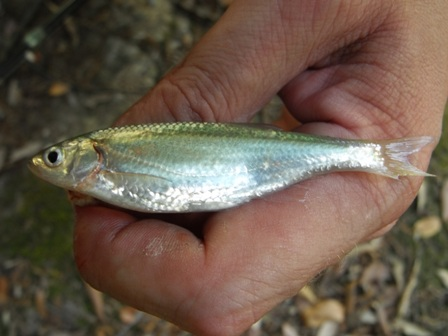
Alburnus arborella

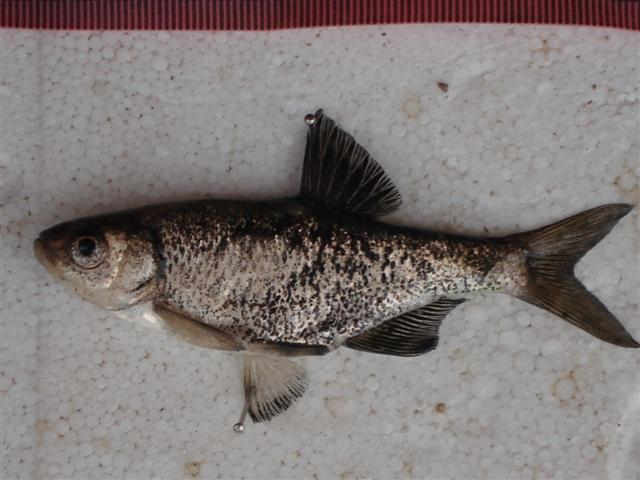
Alburnus caeruleus

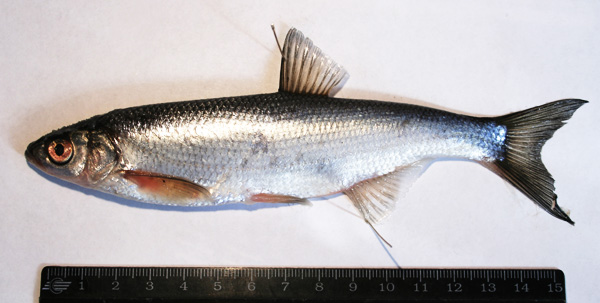
Alburnus leobergi

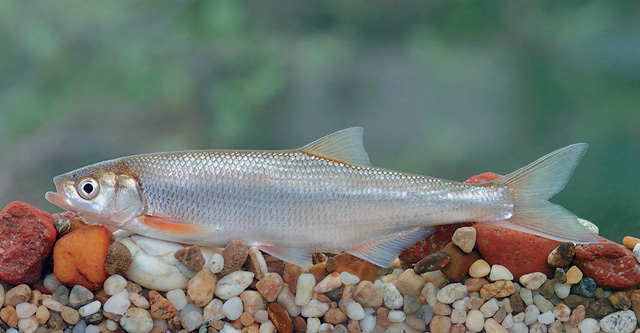
Alburnus mento

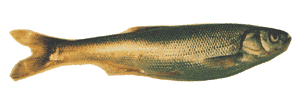
Alburnus tarichi

Die Gattung Alburnus umfasst etwa 49 Arten:
- Alburnus adanensis Battalgazi, 1944
- †Alburnus akili Battalgil, 1942
- Weißer Ukelei (Alburnus albidus Costa, 1838)
- Ukelei (Alburnus alburnus Linnaeus, 1758)
- Alburnus arborella Bonaparte, 1841
- Alburnus atropatenae Berg, 1925
- Alburnus attalus Özuluğ & Freyhof, 2007 (Alburnus battalgilae Özuluğ & Freyhof, 2007 ist ein Synonym)
- Alburnus baliki Bogutskaya, Küçük & Ünlü, 2000
- Alburnus belvica Karaman, 1924
- Alburnus caeruleus Heckel, 1843
- Alburnus carianorum Freyhof, Kaya, Bayçelebi, Geiger & Turan, 2019
- Alburnus carinatus Battalgil, 1941
- Mairenke (Alburnus chalcoides Güldenstädt, 1772)
- Alburnus danubicus Antipa, 1909
- Alburnus demiri Özuluğ & Freyhof, 2008
- Alburnus derjugini Berg, 1923
- Alburnus doriae De Filippi, 1865
- Alburnus escherichii Steindachner, 1897
- Alburnus filippii Kessler, 1877
- Alburnus goekhani Özuluğ, Geiger & Freyhof, 2018
- Alburnus heckeli Battalgil, 1943
- Alburnus hohenackeri Kessler, 1877
- Alburnus istanbulensis Battalgil, 1941
- Alburnus kotschyi Steindachner, 1863
- Alburnus kurui Mangit & Yerli, 2018
- Alburnus leobergi Freyhof & Kottelat, 2007
- Alburnus macedonicus Karaman, 1928
- Alburnus magnificus Freyhof & Turan, 2019
- Alburnus mandrensis Drensky, 1943
- Alburnus maximus Fatio, 1882
- Alburnus mento Heckel, 1837
- Alburnus mentoides Kessler, 1859
- Alburnus nasreddini Battalgil, 1943
- Alburnus neretvae Buj, Šanda & Perea, 2010
- †Alburnus nicaeensis Battalgil, 1941
- Alburnus orontis Sauvage, 1882
- Alburnus qalilus Krupp, 1992
- Alburnus sarmaticus Freyhof & Kottelat, 2007
- Alburnus sava Bogutskaya et al., 2017
- Alburnus schischkovi Drensky, 1943
- Alburnus scoranza Heckel & Kner, 1858
- Alburnus selcuklui Elp, Şen & Özuluğ, 2015
- Alburnus sellal Heckel, 1843
- Alburnus tarichi Güldenstädt, 1814
- Alburnus timarensis Kuru, 1980
- Alburnus thessalicus Stephanidis, 1950
- Alburnus vistonicus Freyhof & Kottelat, 2007
- Alburnus volviticus Freyhof & Kottelat, 2007